# Спеціальний авіаційний загін ДСНС (Україна)
Спеціальний авіаційний загін — формування авіації у складі Оперативно-рятувальної служби цивільного захисту ДСНС України. Загін призначений для ліквідації наслідків надзвичайних ситуацій, проведення спеціальних робіт у складних умовах.

## Історія

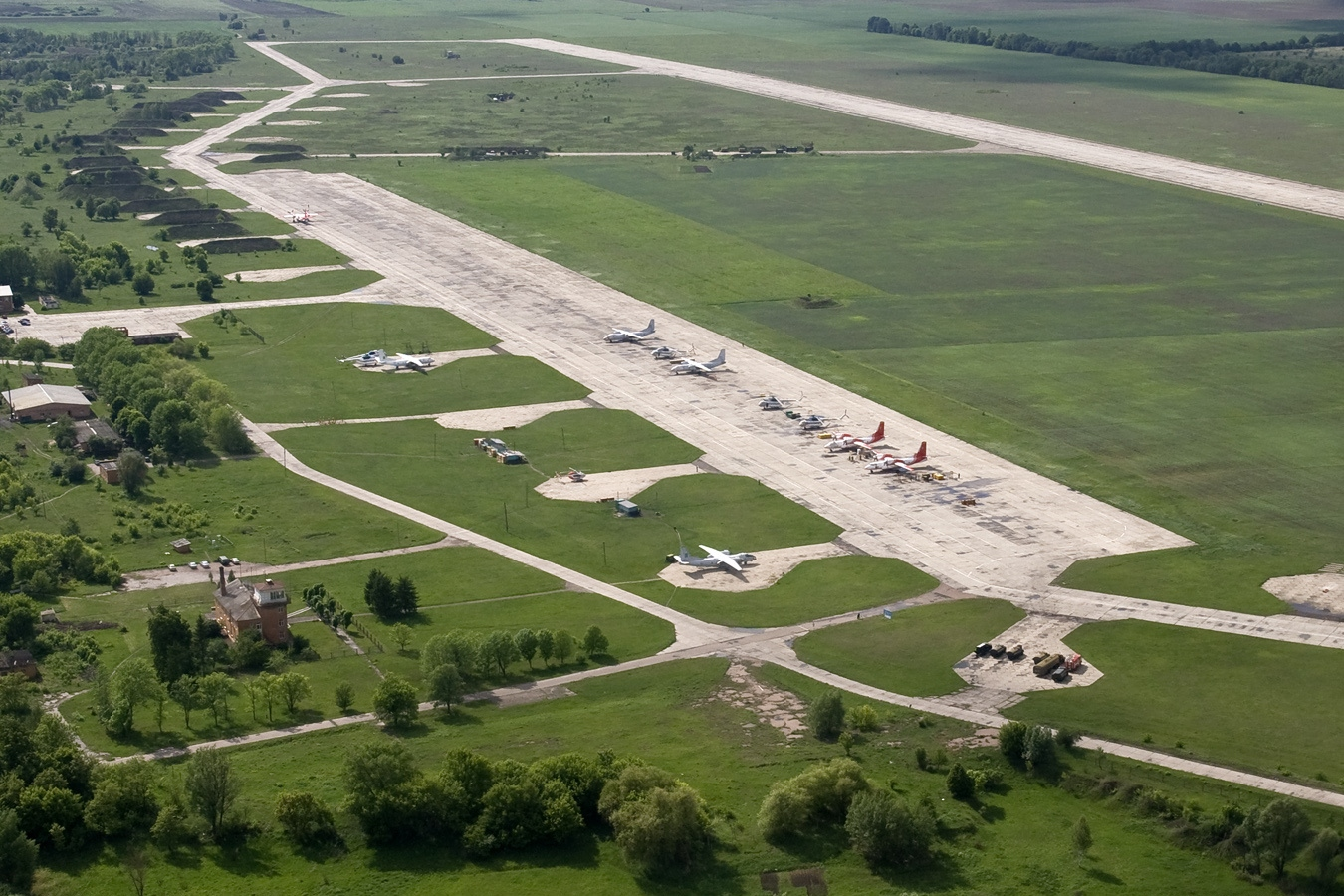
Авіабаза Ніжин з літаками авіазагону ДСНС. 2010 рік.

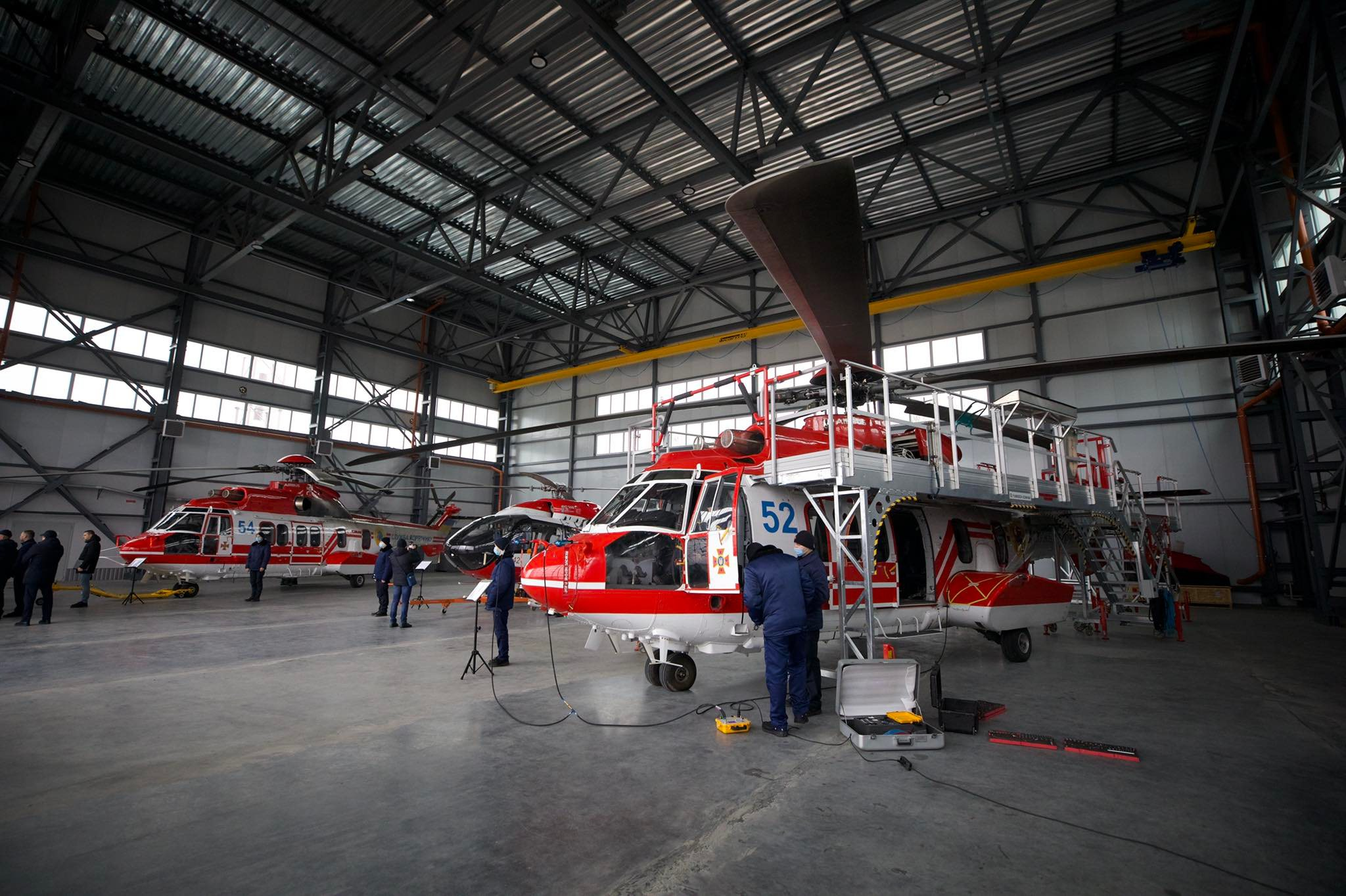
Ангар на Авіабазі Ніжин з гелікоптерами авіазагону ДСНС. 2021 рік.

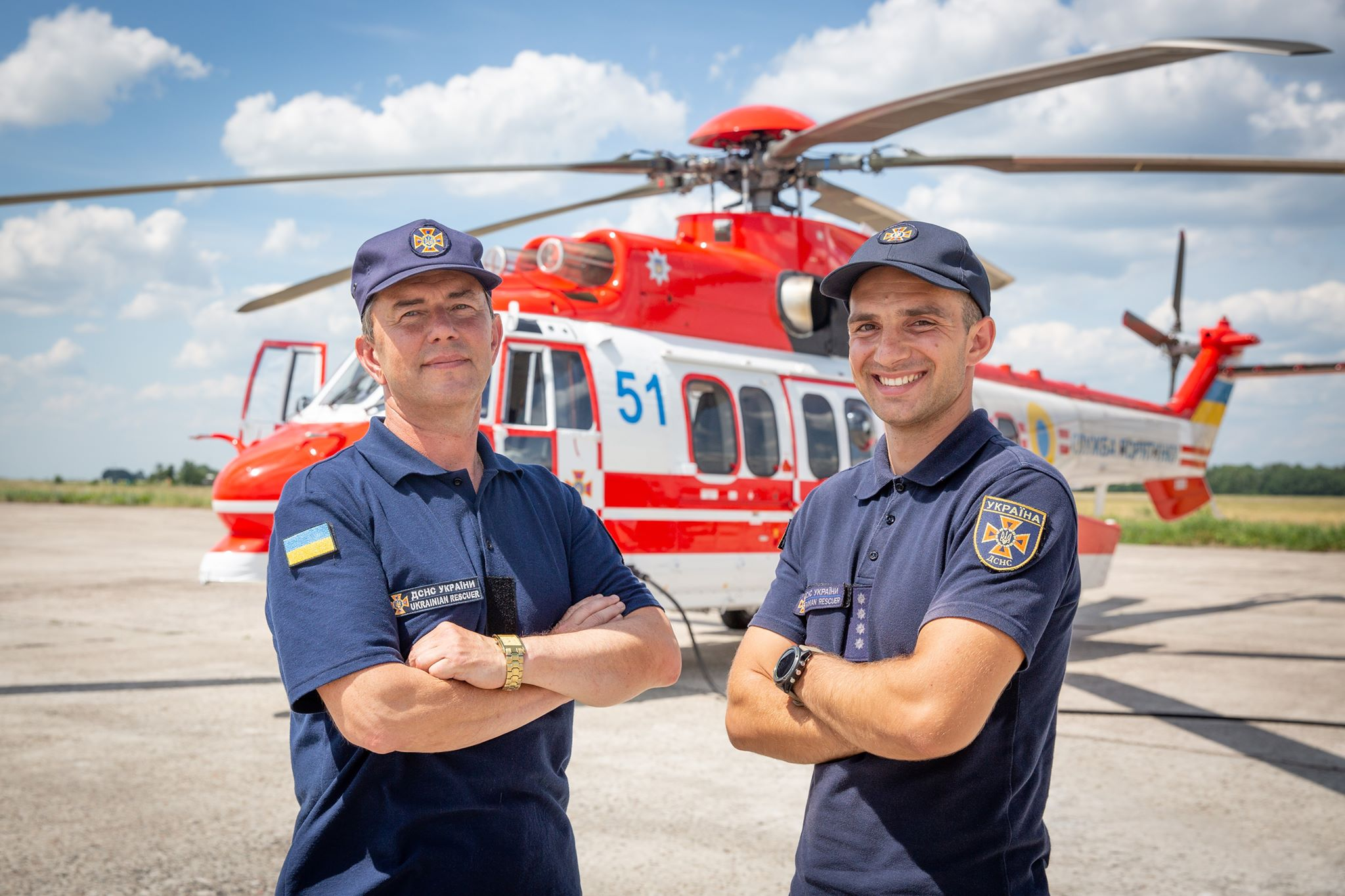
Пілоти авіаційного загону. 2019 рік.

Загін бере свій початок з 199 гвардійського окремого дальнього розвідувального полку, який 30 грудня 1996 року був реорганізований в 18 окрему дальню розвідувальну авіаційну ескадрилью.
30 листопада 1999 року, 18 окрема дальня розвідувальна авіаційна ескадрилья була розформована на підставі Директиви МОУ № 15/1/0150 від 30.04.1999 року.
Відповідно до Постанови Кабінету Міністрів України «Про створення Спеціального авіаційного загону Міністерства надзвичайних ситуацій та у справах захисту населення від наслідків Чорнобильської катастрофи» від 22 лютого 1999 року № 242 відбулося формування 300 Окремого спеціального авіаційного загону (військова частина Д0170).
Відповідно до наказу Міністра України з питань надзвичайних ситуацій та у справах захисту населення від наслідків Чорнобильської катастрофи «Про здійснення організаційно- штатних заходів у організаційних структурах, підпорядкованих МНС України» від 08.11.2005 року № 320 відбулося формування Спеціального авіаційного загону Оперативно-рятувальної служби цивільного захисту МНС України.
Червень 1999 р. — грудень 2005 р. — військова частина Д0170 перебувала в підпорядкуванні Міністерства України з питань надзвичайних ситуацій та у справах захисту населення від наслідків Чорнобильської катастрофи.
Грудень 2005 р. — травень 2013 р. — Спеціальний авіаційний загін Оперативно-рятувальної служби цивільного захисту МНС України перебував у підпорядкуванні Міністерства надзвичайних ситуацій України.
Травень 2013 р. — по теперішній час — Спеціальний авіаційний загін Оперативно-рятувальної служби цивільного захисту ДСНС України перебуває у складі Державної служби України з надзвичайних ситуацій).
22 лютого 2022 року, Спеціальний авіаційний загін Оперативно-рятувальної служби цивільного захисту ДСНС України відзначив 23-тю річницю з дня свого створення.

## Структура
Знаходиться на озброєнні Спеціального авіаційного загону Оперативно-рятувальної служби цивільного захисту (м. Ніжин).
Аеродром першого класу має злітно-посадочну бетонну смугу завдовжки 3000х80 метрів і придатний для прийому повітряних суден різних типів вантажопідйомністю до 190 тонн, в простих і складних метеорологічних умовах, як вдень, так і вночі.
Спеціальний авіаційний загін ОРС ЦЗ ДСНСУ в своєму складі має:
| Управління - Керівництво; - Штаб: - Група спеціального зв'язку і режиму секретності; - Метеорологічна служба; - Група керівництва польотами; - Фінансово-економічна група. | Підрозділи - Авіаційна ескадрилья спеціального призначення на літаках; - Авіаційна ескадрилья спеціального призначення на вертольотах; - Інженерно-авіаційна служба; - Пошуково-рятувальна і парашутно-десантна служба; - Група засобів розпізнавання; - Відділення обробки інформації і об'єктивного контролю. | Забезпечення - Частина авіаційно-технічного і матеріального забезпечення; - Група аеродромного обслуговування і забезпечення польотів (з постійним місцем дислокації в аеропорту «Жуляни», м.Київ); - Вузол зв'язку (автоматизованих систем управління і радіотехнічного забезпечення); - Медична служба; - Пожежний пост; - Відділення охорони. |

## Авіація ДСНС України
| Зображення | Тип                    | Виробник | Призначення                                        | Кількість | Характеристика |
| Авіація    | Авіація                | Авіація  | Авіація                                            | Авіація   | Авіація |
| ---------- | ---------------------- | -------- | -------------------------------------------------- | --------- | --- |
|            | Ан-32П                 | Україна  | Літак для гасіння пожеж                            | 4+1.      | може застосовуватися для виконання наступних завдань: польоти на гасіння лісових пожеж за допомогою зливу вогнегасної рідини з навісних зливних агрегатів на осередки пожеж (максимальна маса вогнегасної рідини — 8000 кг) десантування в район лісової пожежі парашутистів — пожежників до 28 чоловік і пожежного спорядження до 10 упаковок по 100 кг кожна для гасіння лісової пожежі; польоти на баражування територіальних базами авіаційної охорони лісів, доставка на аеродром базування в районі лісових пожеж мобільних заправних станцій. Літак може бути переобладнаний у вантажний варіант для перевезення вантажів (пасажирів), або їх десантування парашутним способом, а також як санітарний варіант для перевезення постраждалих місць надзвичайних ситуацій. |
|            | Ан-26                  | Україна  | Військово-транспортний літак                       | 2         | перевозить до 40 пасажирів або 24 поранених на носилках у супроводі медичного персоналу. У мінімальні терміни може переобладнуватися в транспортний варіант для перевезення вантажів загальною масою до 5500 кг |
|            | Ан-30                  | Україна  | Літак повітряного спостереження і аерофотознімання | 2         | застосовується для вирішення широкого кола завдань пов'язаних з аерофотоз'йомкою, дистанційного зондування земної поверхні, ведення візуального спостереження з документуванням за допомогою відео і фотоустаткування, а також в транспортних цілях для перевезення до 18 пасажирів або до 3000 кг вантажу. |
|            | Мі-8                   | Україна  | Багатоцільовий гелікоптер                          | 4         | використовується як пожежний або транспорт для перевезення вантажів у вантажній кабіні і на зовнішній підвісці загальною масою до 3000 кг, як санітарний, перевозить 3-6 поранених на носилках або 15 сидячих на відстань до 725 км. |
|            | Eurocopter EC145       | Франція  | Багатоцільовий гелікоптер                          | 2         | призначений для перевезення до 8 пасажирів. Передбачена можливість різних варіантів використання — медичний, аварійно-рятувальний, патрульний. Базовий варіант дозволяє виконувати покладені на нього обов'язки вдень і вночі в простих і складних метеорологічних умовах, з аеродромів і непідготовлених майданчиків. У медичному варіанті передбачена установка реанімаційного устаткування. |
|            | Airbus Н225 Super Puma | Франція  | Багатоцільовий гелікоптер                          | 5         | здатен перевозити — до 24 пасажирів, 2 пілотів та одного борт-провідника, залежно від варіанта комплектування. Цивільний H225 має військовий аналог, який спочатку позначався як Eurocopter EC725, а в 2015 році був перейменований на H225M. Адаптована технологія ротора Spheriflex та встановлені нові газотурбінні двигуни Turbomeca Makila 2A, а також удосконалені головна коробка передач (gearbox), щоб задіяти нові особливості ротору та двигуна, окрім того, інтегрована політна система. Ці зміни збільшили швидкість польоту та зручність для пасажирів, посилили авіабезпеку та зменшили операційні витрати. |

## Оновлення та поповнення авіаційною технікою

### Пожежні Ан-32П
У жовтні 2019 року Спеціальний авіаційний загін Оперативно-рятувальної служби цивільного захисту ДСНС оголосив тендер на придбання літака Ан-32П або його еквівалента.
За результатами оголошеного 13 серпня 2019 року тендеру переможцем стало Товариство з обмеженою відповідальністю «НВК «Техімпекс», яке запропонувало найнижчу ціну за літак – з остаточною пропозицією 465 000 000 грн. Тоді цей тендер відмінили і новий на придбання літака Ан-32П чи його еквівалента не оголошувався.
У жовтні 2021 року, Кабінет міністрів України схвалив рішення про надання держгарантії на будівництво Ан-32П для Державної служби з надзвичайних ситуацій (ДСНС) України.
Державні гарантії надаються Держпідприємству «Антонов» для залучення кредиту на будівництво нового літака. Підприємство зможе використати до 470 млн гривень кредитних коштів.

### Гелікоптери Airbus H225
В рамках Міжурядової угоди між Україною та Францією передбачається отримання для єдиної системи авіаційної безпеки та цивільного захисту МВС 55 гелікоптерів виробництва компанії Airbus, з яких до Державної служби з надзвичайних ситуацій надійде 7 гелікоптерів Airbus H225.

## Виконання завдань за призначенням в Україні

### Лісові пожежі у Чорнобильські зоні у 2020 році
Весною 2020 року, до боротьби з пожежею у Зоні відчуження залучили Спеціальний авіаційний загін Оперативно-рятувальної служби цивільного захисту ДСНС України.
Станом на 5 квітня 2020 року, авіацією ДСНС України було здійснено 46 скидів води (206 т), з них:
- гелікоптером Мі-8: 30 скидів;
- літаками Ан-32П: 16 скидів.

## Міжнародні місії

### Лісові пожежі у Чорногорії в 2017 році
18 липня 2017 року, на запит Уряду Чорногорії відповідно до Угоди між Кабінет Кабінетом Міністрів України та Урядом Чорногорії про співробітництво в галузі захисту від природних та інших катастроф, ратифікованої Законом України від 16 листопада 2016 року № 1748-VIII ДСНС України направла пожежний літак Ан-32П для надання допомоги у гасінні великих лісових пожеж на території Республіки Чорногорії.

### Лісові пожежі у Туреччині в 2021 року
У липні 2021 року Україна відправила до Туреччини пожежні літаки Ан-32П для гасіння лісових пожеж. Українські авіатори впродовж двох тижнів надавали допомогу у гасінні масштабних лісових пожеж на території Турецької Республіки. Працювали літаки поблизу провінцій Анталія та Іспарта. Всього з початку робіт було здійснено 124 скиди води (992 т) на осередки лісових займань.
15 серпня 2021 року, два літаки Ан-32П зі Спеціального авіаційного загону Оперативно-рятувальної служби цивільного захисту ДСНС України повернулися на аеродром «Ніжин».